# Verdi Square

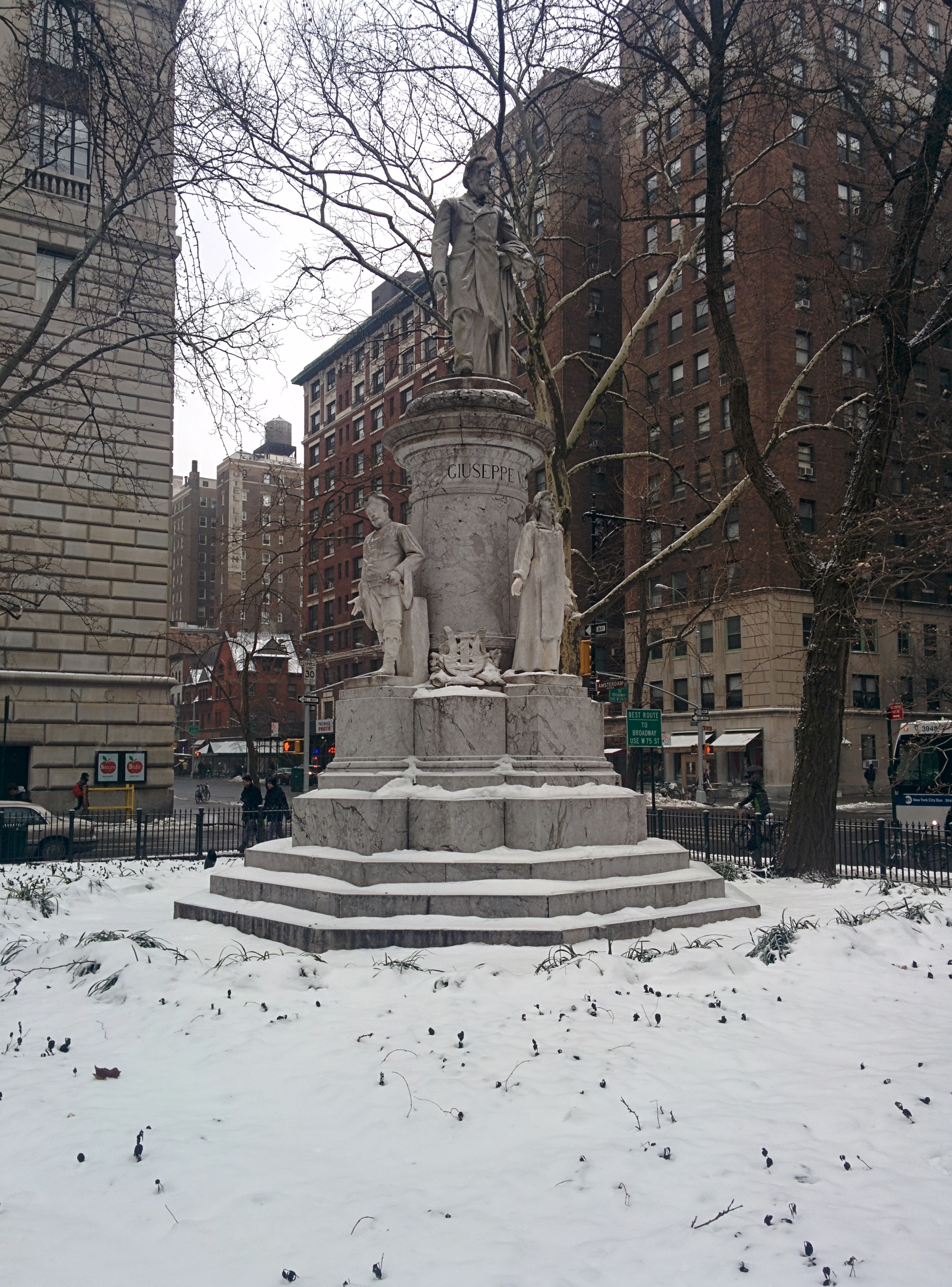
Monument à la gloire de Giuseppe Verdi dans Verdi Square à New York en janvier 2013

Verdi Square est un petit triangle de terre entouré d'une grille situé dans l'Upper West Side de Manhattan à New York, entre les 72e et 73e rues, au sud et au nord, et Broadway et la dixième Avenue à l'ouest et à l'est.  
Au centre du square se trouve un monument à la gloire du compositeur italien d'opéra romantique Giuseppe Verdi érigé en 1906. Une statue du musicien sculptée par Pasquale Civiletti (1858–1952) se tient au sommet du monument et les statues de quatre de ses plus célèbres personnages, Falstaff, Leonora de La forza del destino, Aida et Otello entourent la base de la statue. 
En 2006, un groupe de mélomanes de l'Upper West Side music a créé, en partenariat avec le New York City Department of Parks and Recreation, le Verdi Square Festival of the Arts, une série de trois concerts de plein-air gratuits les dimanche après-midi de septembre, présentant de jeunes musiciens dans un répertoire allant de l'opéra au bluegrass. Le festival ramène ainsi la musique dans un square jadis fréquenté par Caruso, Chaliapine, Toscanini, les frères Gershwin et autres célèbres musiciens.